# Takatsukasa Fusasuke
Takatsukasa Fusasuke (鷹司 房輔, né le 22 juin 1637, mort le 1er mars 1700), fils de Takatsukasa Norihira, est un noble de cour japonais (kuge) de l'époque d'Edo, issu de l'aristocratique famille Takatsukasa, fondée originellement par Konoe Iezane et considérée comme digne de fournir des régents pour l'empereur.
Fusasuke est nommé naidaijin en 1658. À partir du 14 novembre 1664, il exerce la fonction de régent sesshō pour l'empereur Reigen puis régent kanpaku, toujours pour l'empereur Reigen, de 1668 jusqu'au 26 mars 1682.
Sa femme est une fille de Mōri Hidenari. Parmi ses jeunes fils, Hirasuke (実輔, 1661-1685) est adopté par la branche Saionji du clan Fujiwara. Le plus jeune, Ichijō Kaneka (一條 兼香, Ichijō Kaneyoshi, 1692-1751) est régent pour l'empereur Sakumarachi.
Deux autres fils Shinkaku (信覚 ; mort en 1701) et Ryūson (隆尊 ; 1689-1764) exercent la fonction familiale héréditaire de betto au temple de Kōfukuji.
On ne sait si Fusasuke a d'autres filles ou d'autres épouses.

## Source de la traduction
- (en) Cet article est partiellement ou en totalité issu de l’article de Wikipédia en anglais intitulé « Takatsukasa Fusasuke » (voir la liste des auteurs).